# Hilding Hallgren
Henry Hilding Hallgren, född 31 maj 1889 i Stockholm, död 5 november 1959 i Stockholm, var en svensk fabrikör samt fotbollsspelare och ledare.
Hallgren var fotbollsmålvakt och en av de drivande bakom föreningen Eriksdals IF som grundades 1903. När föreningen 1911 gick upp i Johanneshofs IF  följde Hallgren med. Han spelade under sin karriär i ”Stockholms Serien” och i ”Mellansvenska Serien” och var aktuell för landslagstruppen inför OS i Stockholm 1912 men råkade ut för en handskada och avslutade sin spelarkarriär.
Parallellt med sin spelarkarriär var han aktiv som fotbollsledare, redan som 17-åring blev han ordförande i Eriksdals IF och han var sedan även aktiv som ledare inom både Johanneshofs IF och Hammarby IF. Inom Hammarby var han bland annat ordförande för fotbollssektionen 1919-1924. Karriären fortsatte även på förbundsnivå – först inom Stockholms Fotbollsförbund från 1906, därefter inom Svenska Fotbollsförbundet från 1924 bland annat som ordförande för det Verkställande Utskottet (VU), Allsvenska seriekommitténs ordförande och slutligen även från 1924 och framåt som ledamot i Riksidrottsförbundet.
Hallgren var även ordförande i AB Fotbollsstadion 1936 och framåt som arbetade för skapandet av Råsunda Fotbollsstadion. Hallgren var också i rollen som ordförande i VU med och tog beslut kring instiftandet av priset ”Guldbollen” 1946 och var även del av juryn.